# Scabiosa buekiana
Scabiosa buekiana är en tvåhjärtbladig växtart som beskrevs av Christian Friedrich Frederik Ecklon och Zeyh. Scabiosa buekiana ingår i släktet fältväddar, och familjen Dipsacaceae. Inga underarter finns listade i Catalogue of Life.